# Nouamline
Nouamline est une commune rurale de Mauritanie, située dans le département de Kiffa de la région de l'Assaba.